# 松平直諒
松平 直諒（まつだいら なおあき（なおよし / なおあきら））は、出雲広瀬藩の第9代藩主。直政系越前松平家広瀬藩分家9代。

## 経歴
第8代藩主・松平直寛の長男。母は内藤政韶の娘。
有能で、俳諧・絵画・書道を嗜むなど多趣味な人物で、歴代藩主のほとんどが江戸に定府していたのに対して、直諒は嘉永3年（1850年）に父が死去して家督を継ぐと、ただちに国元に入って製糸業や製油業、和紙、鋳物、陶器、織物（広瀬絣）等の産業奨励、文化の奨励などを行い、領民に善政を敷いた名君であった。このため、領民も直諒を暖かく出迎えたという。文久元年（1861年）7月19日（または9月5日）に広瀬にて死去した。享年45。跡を弟の直巳が継いだ。
直諒の文化政策の遺構は、現在においても広瀬町に現存している。直諒だけが歴代で唯一、広瀬町に墓所が存在する。

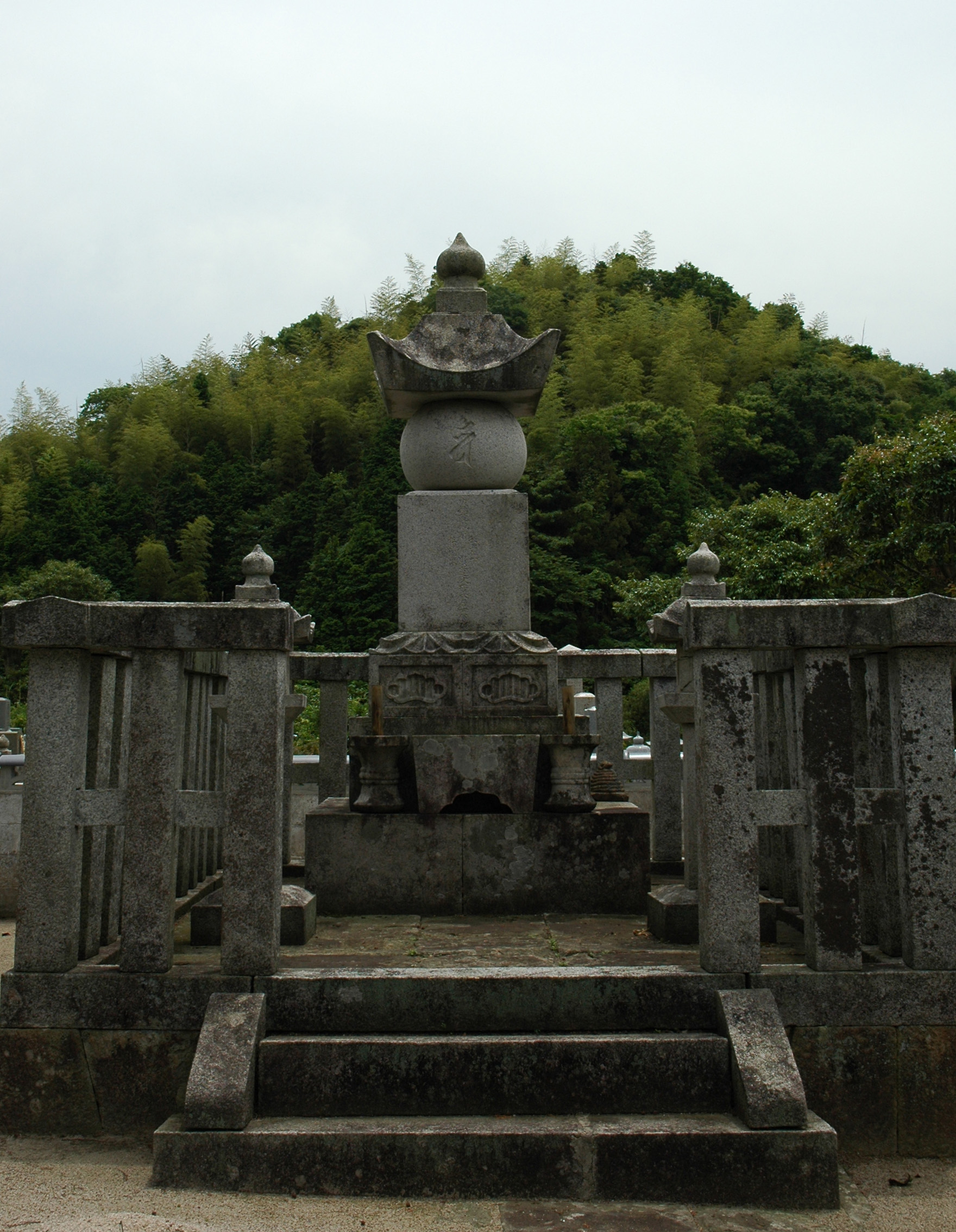
松平直諒の墓（安来市広瀬町・城安寺）